# ダンクルオステウス
ダンクルオステウス（Dunkleosteus：ダンクルの骨 の意）は、古生代デボン紀後期（約3億8,200万 ~ 3億5,800万年前）の北アメリカ大陸、及び北アフリカに生息していた板皮類の属の一つ。日本語ではダンクレオステウスとも呼ばれる。
ダンクルオステウスの模式種 D. telleri はかつてディニクティス属 ( Dinichthys ディニクチスとも）に含められ、保存状態のよいD. telleri がディニクティスの復元の元となっていた。そのため、「ディニクティスの復元図」とされているものの多くは実際には本属の復元図である。また、ダンクルオステウス含む数属は、以前までディニクティスと同じディニクティス科（en:Dinichthyidae）に含まれていたが、近年の研究ではダンクルオステウス科に含まれ、二科はかなり離れた分岐群とされるようになった。

## 概要
Dunkleosteusという名称は、クリーブランド自然史博物館の古脊椎動物学者デイヴィッド・ダンクル（David Dunkle）への献名である。
全長は最大8.79mに達したとの推定もあるが、2023年の眼窩-鰓蓋骨長による新たな指標と、節頚類と現生魚類972種のデータセットによる推定で一般的な成体で3.4m程度、最大で4.1mとの数値が得られている。
この魚は、当時の生態系の頂点に立っていたと考えられている。このような板皮類はシルル紀に姿を現し、デボン紀に大繁栄を遂げた。しかし、その繁栄は長続きせずデボン紀後期の大量絶滅で絶滅し、石炭紀以降の記録は知られていない。

## 形態

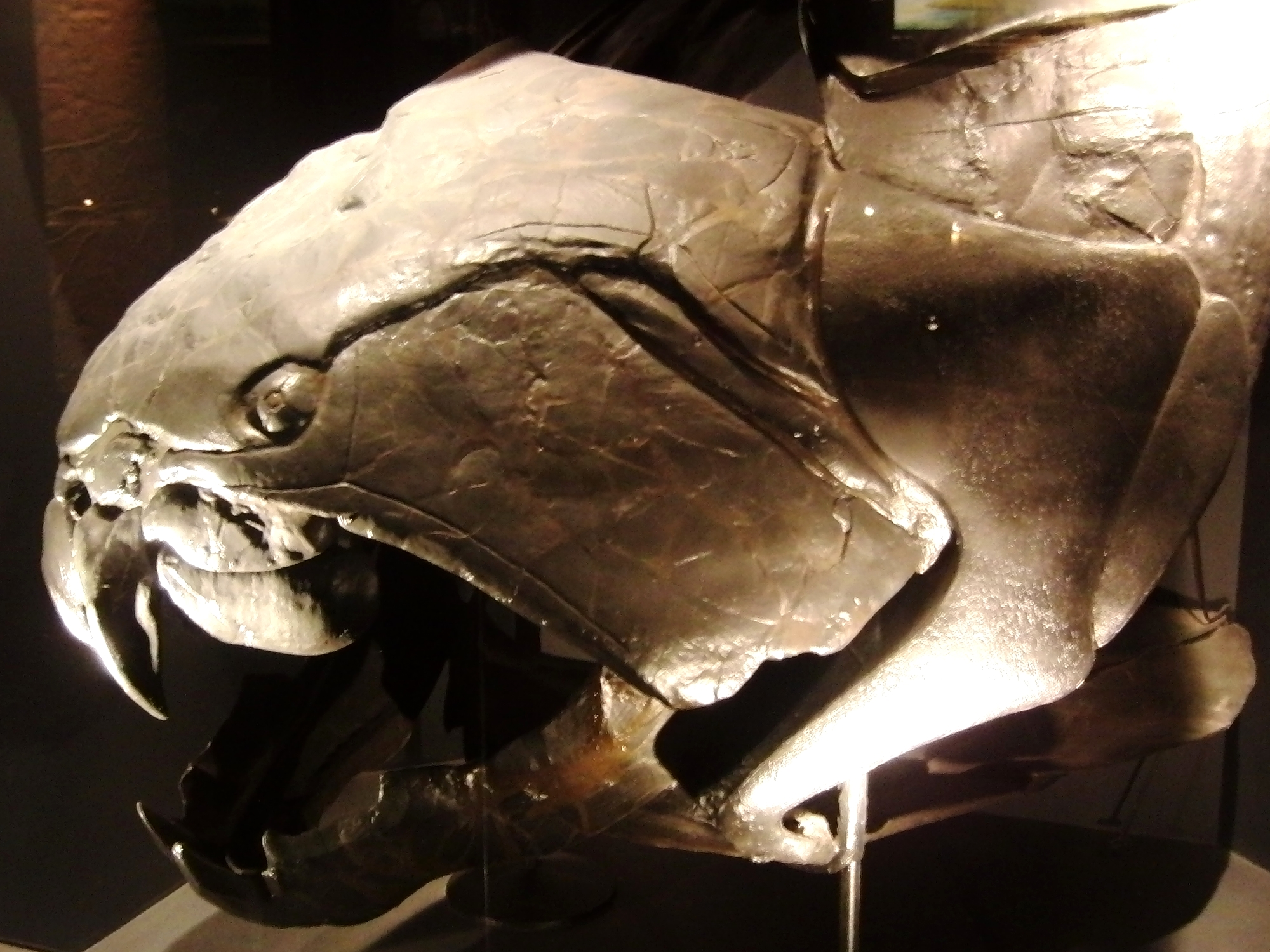
ダンクルオステウスの頭骨。国立科学博物館の展示。

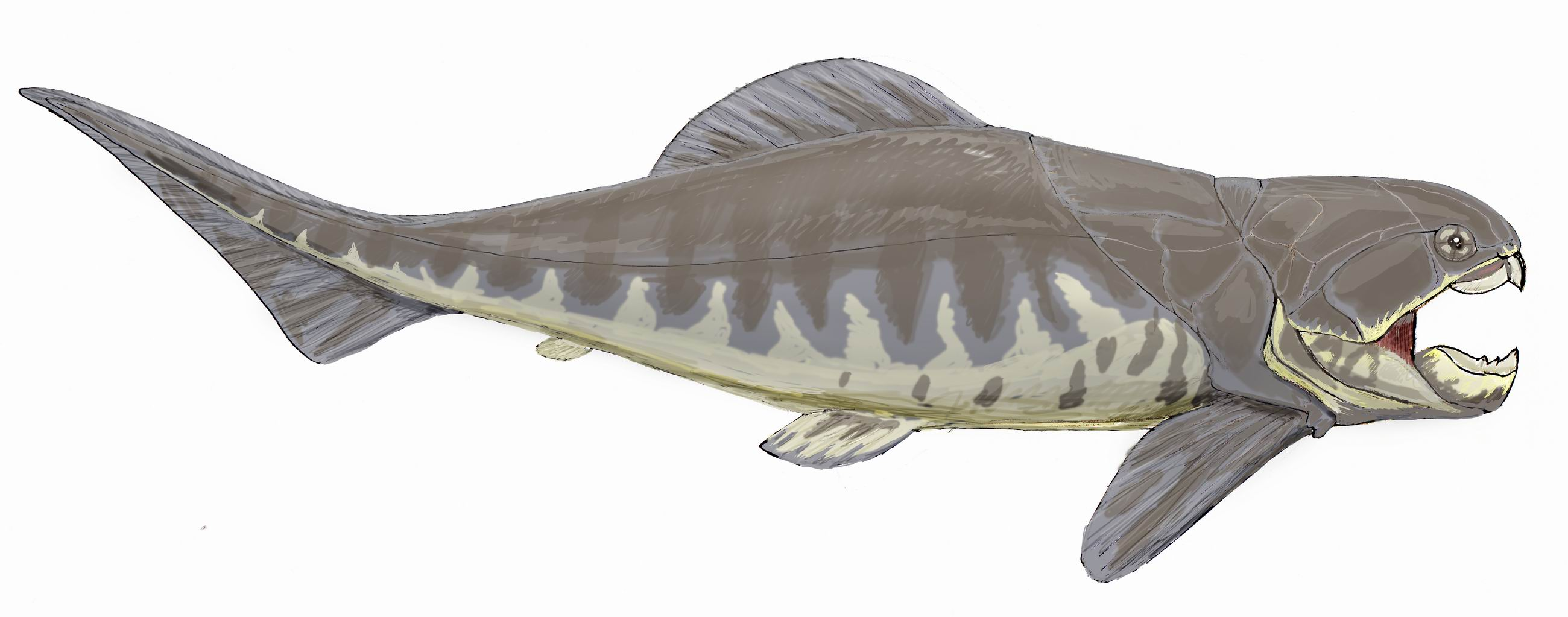
小型の節頸目（コッコステウスなど）に基づいた体型で復元された旧復元
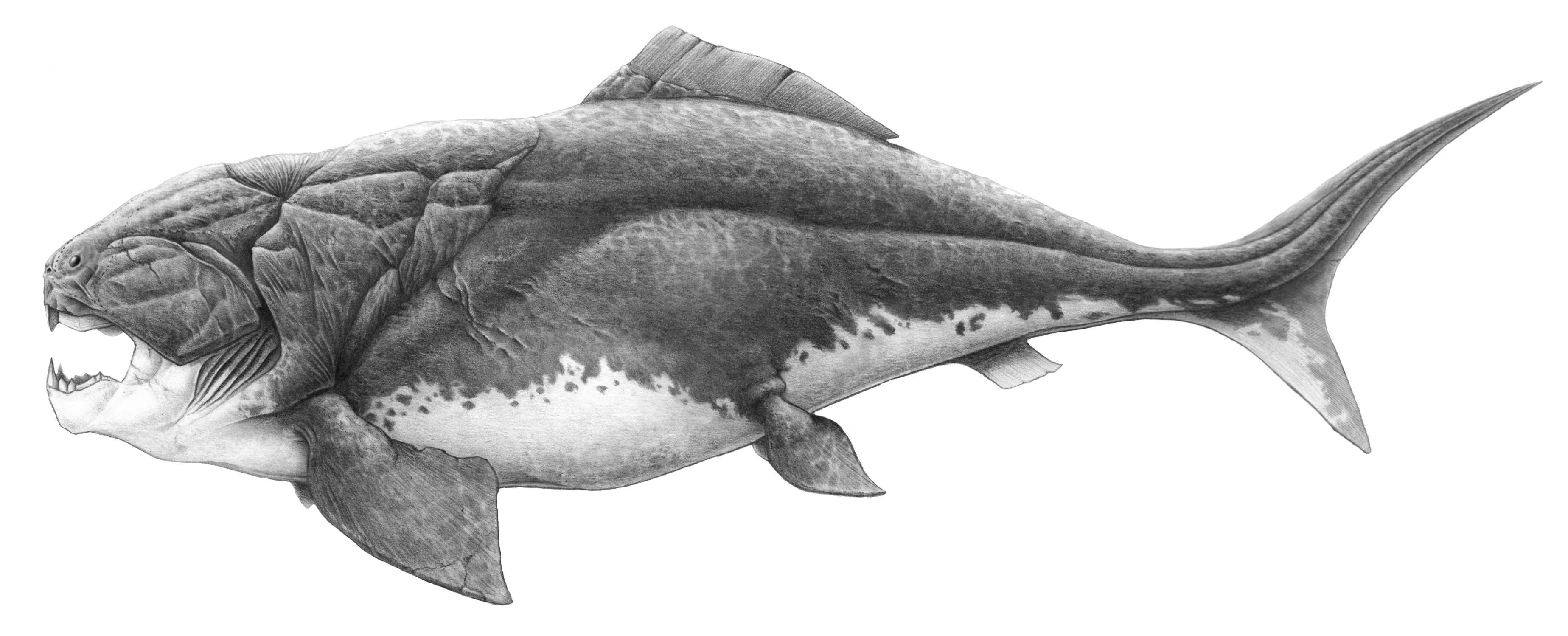
生態学的に推測された、サメに近い体型で復元された復元図（2017）
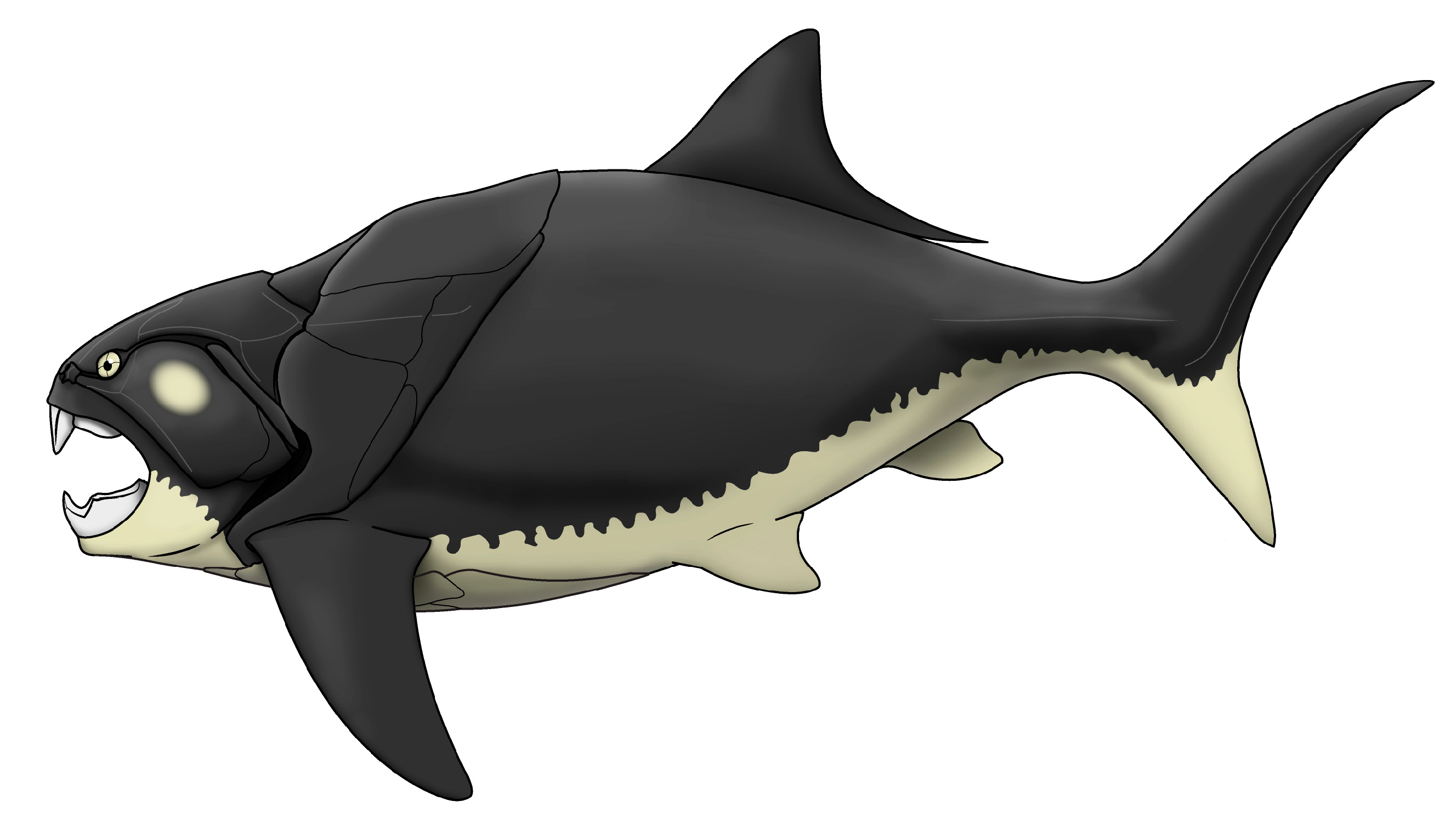
眼窩-鰓蓋骨長による新たな指標に基づいた復元図（2023）

ダンクルオステウスの頭部及び肩帯付近は甲冑のように硬く重い装甲板で覆われていた。これらは互いに重なりあっていたが、ボールジョイント状の蝶番によりある程度の可動性を確保していた。また所謂甲冑魚（鎧状の皮骨を発達させた無顎類）と異なり、強靭な顎を具えていた。この顎に歯は持たなかったが、プレート状に発達した顎の骨がその代わりを果たしていた。この骨は獲物を噛みちぎるには十分な威力を持っていたと思われ、これを用いて他の大型魚類を捕食していたと考えられている。ダンクルオステウスの噛む力（咬合力）は口の先端部で4400N、奥の方で5300Nに及ぶという試算があり、これは現生のホホジロザメの約2倍の値である。顎にはfour-bar linkageという構造を使っていた。

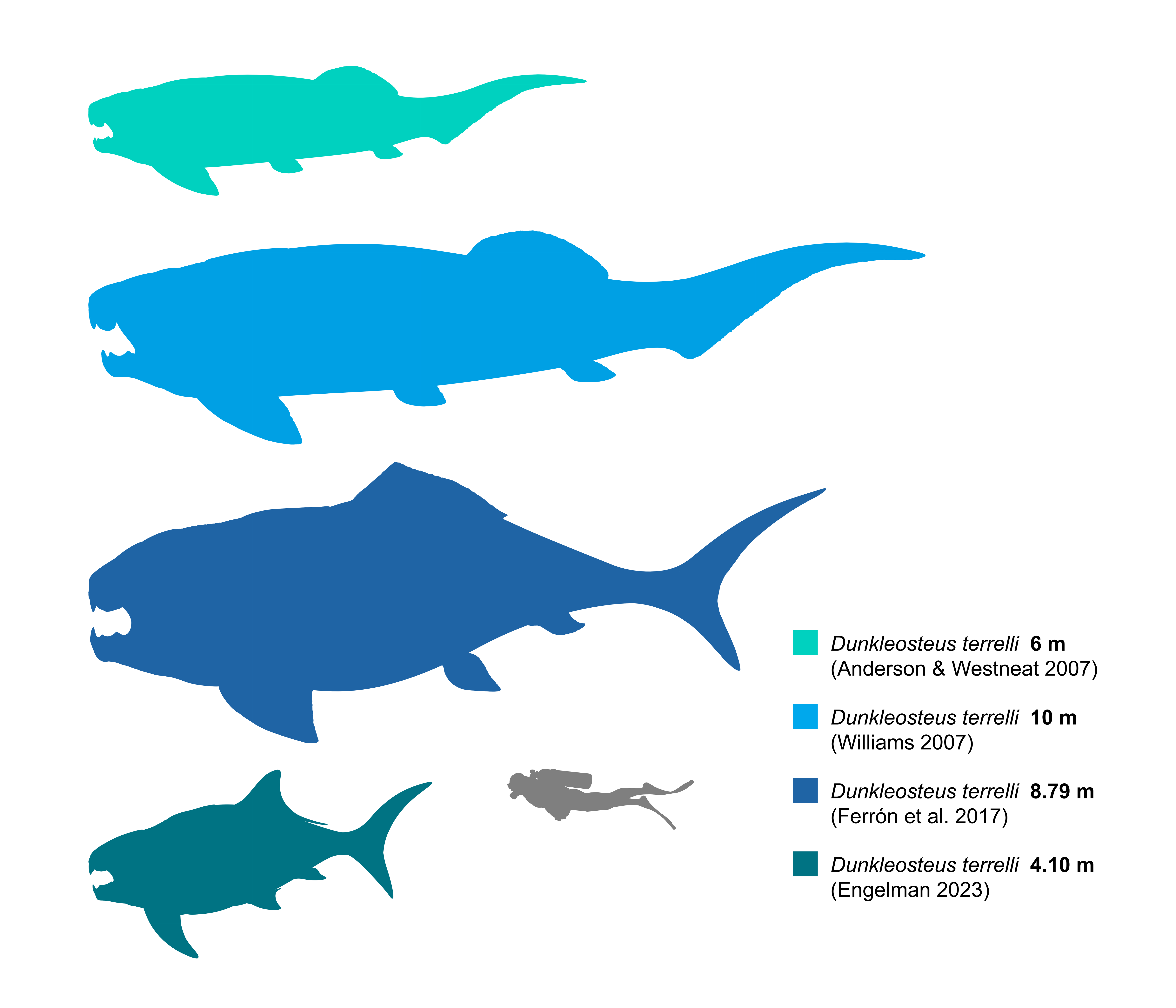
複数の研究による全長の見積もり

身体の前半部は重厚な装甲を持っていたため、発見例が多い。特に前額部のみがよく保存されている傾向がある。しかし、身体の後半部は軟骨主体であったため、化石は非常に少ない。つまり、この魚の姿かたちがどのようなものであったかは正確には知ることができない。化石に残っていない部分（尾部等）の復元に当たっては、基本的に他の甲冑魚に基づいている。わずかに保存された鰭の化石の例では、角質鰭条が確認される。2017年の研究では、化石記録から推定された生態と現生魚類等からの推測で、サメに近い形状の鰭を持っていた可能性が指摘された。
ダンクルオステウスの頭骨は、日本では東京都の国立科学博物館で見ることが出来る。

## 生態
強靭な顎を武器とした、獰猛な捕食者であったと推定される。下顎だけでなく上顎も動く構造であったため、大きな獲物も捕らえることができた。また口内で獲物を咀嚼することができないため、咬みちぎった肉を丸呑みし、消化出来ない皮骨などを吐き出していた。こうした吐瀉物の痕跡が幾つか発見されている。
身体の前半部は装甲で重く、泳ぎは緩慢であったと推測される。

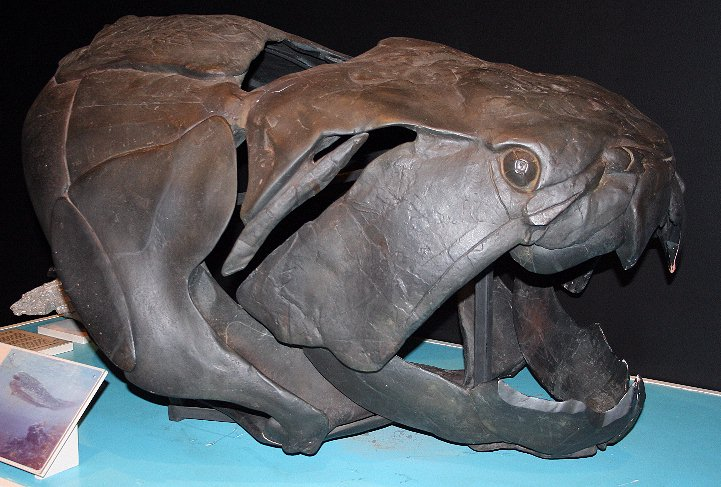
ダンクルオステウスの頭骨の化石 （オーストラリア・クイーンズランド博物館所蔵）
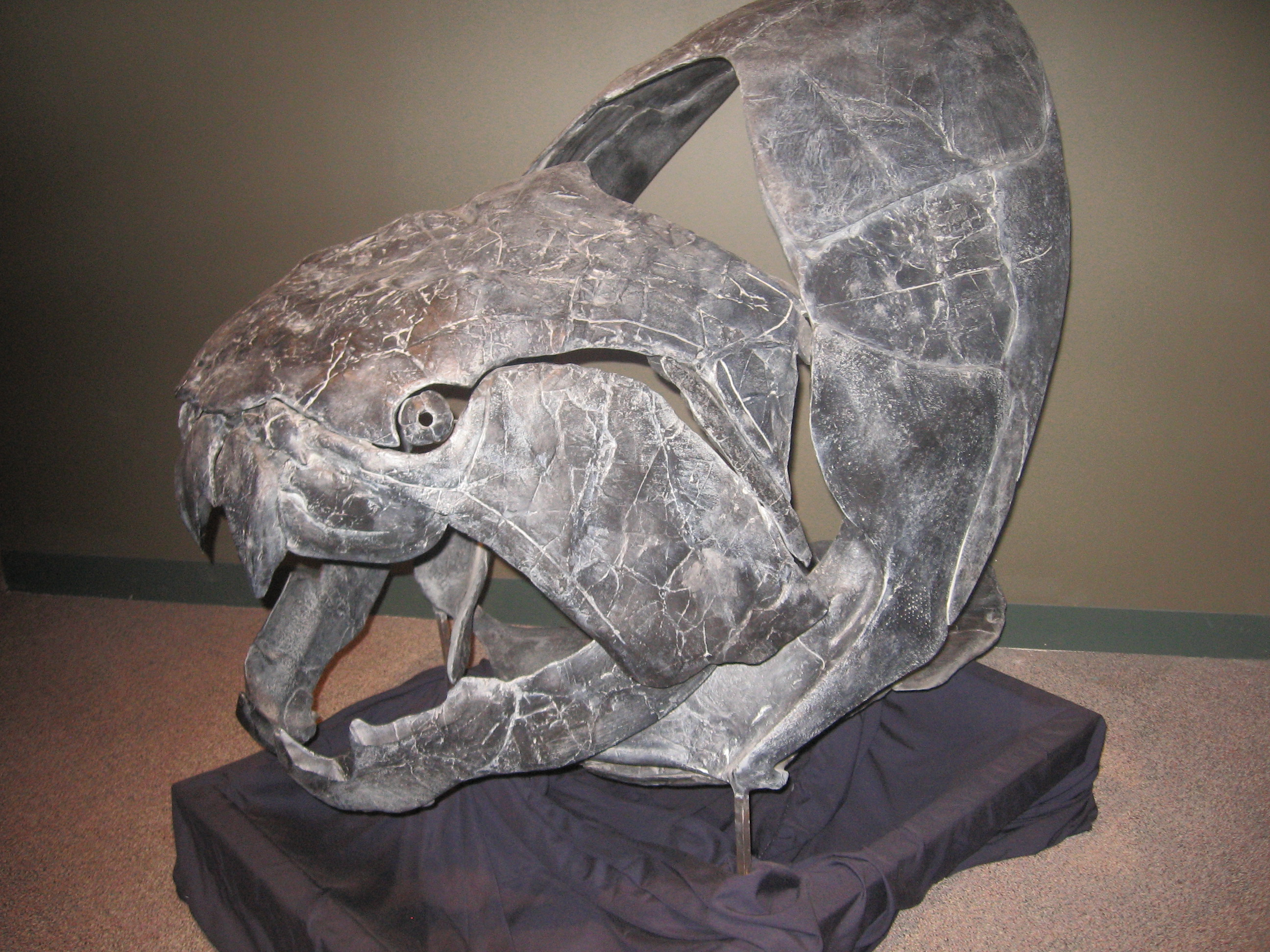
頭骨
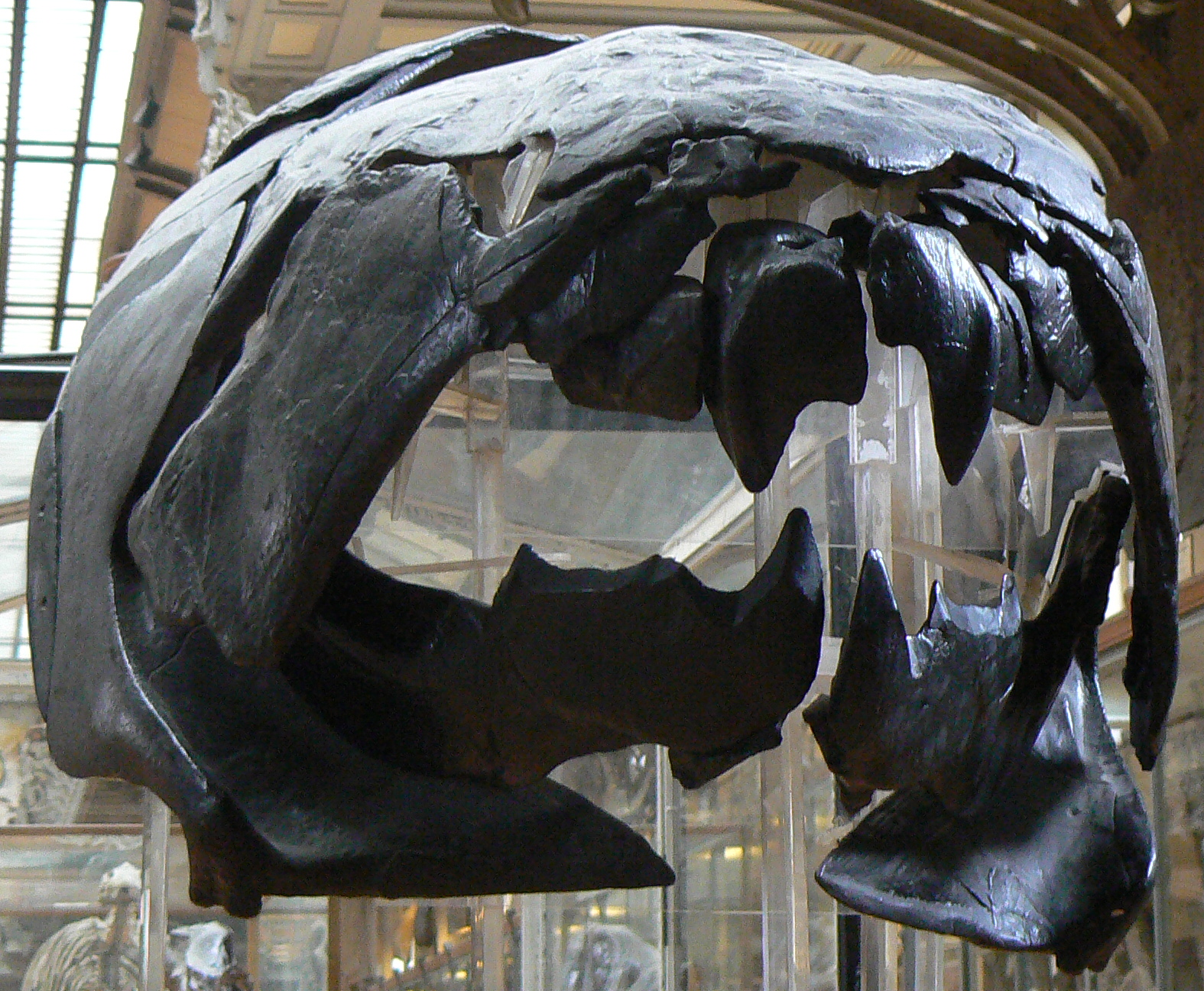
頭骨正面
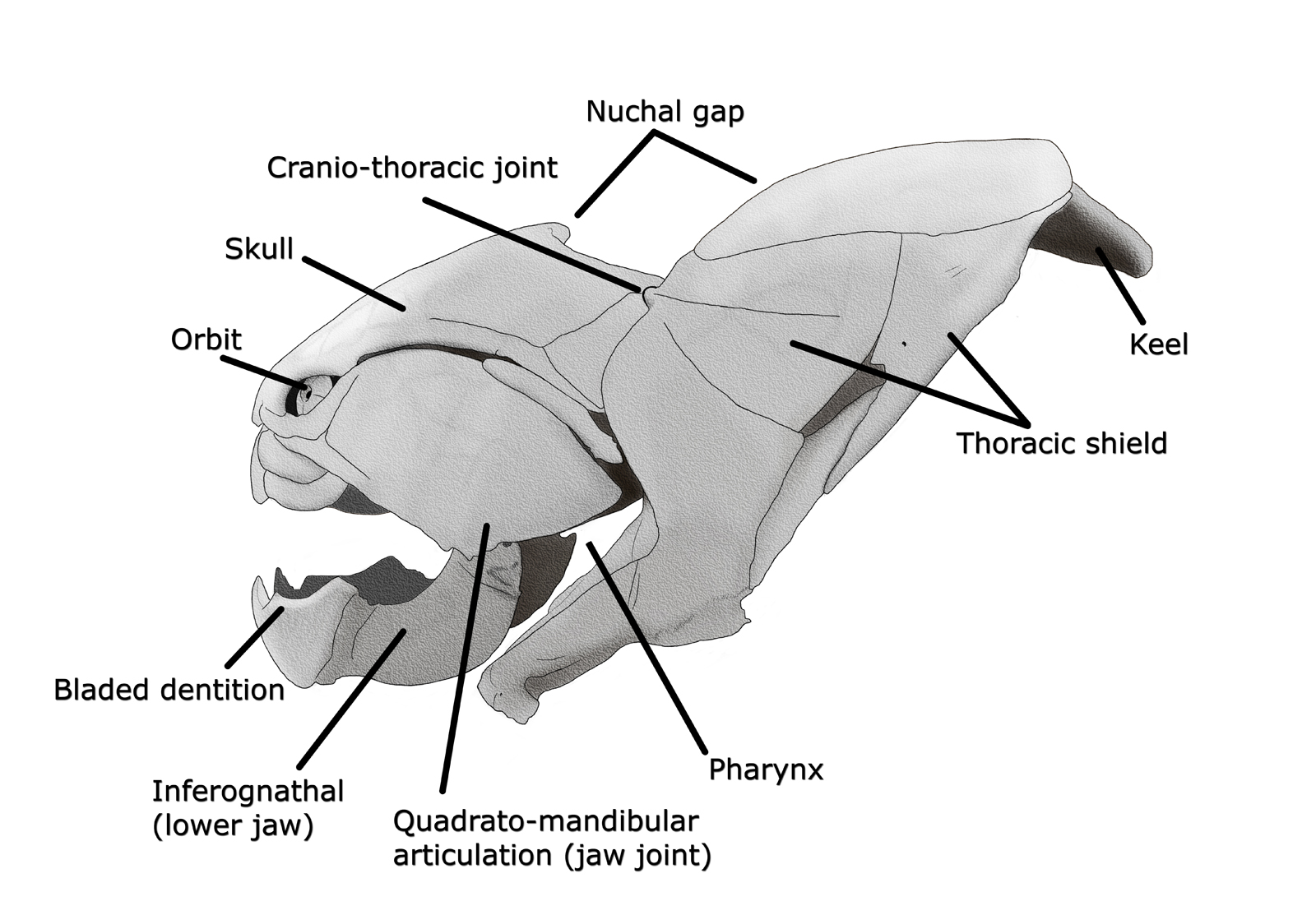
頭骨側面図